# 양털거미원숭이
양털거미원숭이 또는 무리키원숭이는 양털거미원숭이속(Brachyteles)에 속하는 원숭이이다. 양털거미원숭이는 거미원숭이, 양털원숭이와 밀접한 관련이 있다. 남부양털거미원숭이 (B. arachnoides)와 북부양털거미원숭이 (B. hypoxanthus)의 2종이 있다. 이 2종은 신세계원숭이 중에서 가장 큰 종이며, 북부양털거미원숭이는 세계의 모든 원숭이들 중에서 가장 멸종 위험이 높은 원숭이 중의 하나이다. 브라질 남동부의 대서양 해안 지역에 유일하게 발견된 바 있으며, 해발 1500m 높이 지역에 분포한다.

## 하위 종
- 남부양털거미원숭이 (B. arachnoides)
- 북부양털거미원숭이 (B. hypoxanthus)